# Hans Paul Bernhard Gierke
Hans Paul Bernhard Gierke (ur. 19 sierpnia 1847 w Szczecinie, zm. 8 maja 1886 w Schönebergu) – niemiecki anatom, profesor Cesarskiego Uniwersytetu Tokijskiego i Królewskiego Uniwersytetu w Breslau.

## Życiorys
Syn Juliusa Gierkego (1807–1855) i Therese z domu Zitelmann, brat Ottona Gierkego (1841–1927). Uczył się w gimnazjach w Toruniu i Szczecinie. Następnie studiował medycynę i nauki przyrodnicze na uniwersytetach w Berlinie, Wiedniu, Lipsku, Würzburgu, Breslau i Monachium. Tytuł doktora otrzymał w Würzburgu w 1872 roku. Następnie udał się do Wrocławia i pracował w tamtejszym Instytucie Fizjologicznym. Po powrocie do Würzburga w 1874 roku został asystentem i prosektorem anatomii porównawczej i histologii u Alberta von Köllikera. W 1876 roku, z rekomendacji Köllikera, otrzymał nominację na profesora anatomii na Cesarskim Uniwersytecie Tokijskim. Podobno klimat Japonii pogorszył stan jego zdrowia i z tego powodu zmuszony był wrócić do Europy. W październiku 1881 został na wrocławskiej uczelni asystentem, rok później profesorem nadzwyczajnym anatomii. Pogarszający się stan zdrowia był powodem, dla którego w październiku 1883 zrezygnował z posady akademickiej. Przez pół roku pracował w Stacji Zoologicznej w Neapolu. Zmarł w zakładzie dla nerwowo chorych w Schönebergu pod Berlinem w wieku 39 lat.
Należał do Deutscher Kolonialverein. Przywiezione przez Gierkego z Japonii dzieła sztuki przekazane zostały do Muzeum Etnologicznego w Berlinie. Biblioteka Gierkego, licząca 1700 cennych dzieł, została zakupiona przez Uniwersytet w Marburgu.
Zajmował się głównie neuroanatomią, lokalizacją ośrodka oddechowego w mózgu i technikami barwienia tkanek nerwowych. Pasmo samotne w pniu mózgu określane bywa jako pasmo Gierkego.

## Prace
- Die Theile der Medulla oblongata, deren Verletzung die Athembewegungen hemmt, und das Athemcentrum[8]. 1873
- Beiträge zur Kenntniss der Elemente des centralen Nervensystems. Breslauer ärztliche Zeitschrift 4, s. 157; 172, 1882
- Die Stützsubstanz des centralen Nervensystems. Neurologisches Centralblatt 2 (16, 17), s. 361-369; 385-392, 1883
- Japanische Malerei. Westermanns Monatshefte 54, s. 202-219, 324-340, 1883
- Ueber die Medicin in Japan in alten und neuen Zeiten. Breslauer ärztliche Zeitschrift 64; 139, 1882
- Ueber die Medicin in Japan in alten und neuen Zeiten. Deutsches Archiv für Geschichte der Medicin und Medicinische Geographie 7, s. 1-15, 1884
- Ueber die Medicin in Japan in alten und neuen Zeiten. Jahres-Bericht der Schlesischen Gesellschaft für Vaterländische Cultur 60, s. 18-30, 1882/1883
- Die Zoologische Station in Neapel. T. Fischer, 1884
- Färberei zu mikroskopischen Zwecken. Zeitschrift für wissenschaftliche Mikroskopie und für mikroskopische Technik 1, 62-100; 372-408; 497-557, 2, 13-36; 164-221, 1885
- Zur Frage des Atmungscentrums. Centralblatt für die medicinischen Wissenschaften 23, s. 593-596, 1885
- Staining Tissues in Microscopy. American Monthly Microscopical Journal 6, 13; 31; 52; 70; 97; 150, 1886
- Die Stützsubstanz des Centralnervensystems[9][10]. 1885